# Alistra
Alistra là một chi nhện trong họ Hahniidae.